# 泛大洋

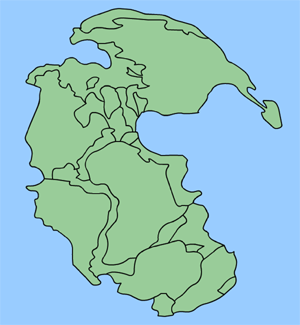
環繞盤古大陸的藍色區域，即是泛大洋

泛大洋（Panthalassa，或Panthalassic Ocean）又譯泛古洋、盤古大洋，在希臘文中意為「所有的海洋」，是個史前超级海洋，存在於古生代到中生代早期，環繞著盤古大陸。泛大洋包含太平洋與特提斯洋的前身。隨者特提斯洋的隔離、盤古大陸的分裂（導致大西洋、北極海、印度洋的出現），殘餘的泛大洋演變成為太平洋，因此泛大洋又稱古太平洋（Paleo-Pacific）。

## 形成
在9億年前，一個三向聯結構造的地塹形成，使得羅迪尼亞大陸開始分裂。羅迪尼亞大陸在8億到7億年前分裂為南北兩個大陸，泛大洋從中開始形成。在南半球的勞倫大陸西部（現今的北美洲），與此次分裂有關的構造幕成為拗拉谷，在勞倫大陸西部形成大型沉積盆地。原本環繞羅迪尼亞大陸的米洛維亞洋，隨者泛非洋與泛大洋的擴張而開始縮小。在6.5到5.5億年前，新的超大陸開始形成－潘諾西亞大陸，潘諾西亞大陸呈倒V字形，倒V字形內側是泛大洋，外側則是泛非洋以及米洛維亞洋的殘餘部份。
泛大洋的大部分海盆與海洋地殼，已經隱沒至北美洲板塊與歐亞板塊下方。泛大洋板塊的殘餘部份可能有胡安·德富卡板塊、戈爾達板塊、科科斯板塊、以及納斯卡板塊，以上四者都為法拉龍板塊的殘餘部份。在盤古大陸分裂、特提斯洋被隔離後，泛大洋形成太平洋。

## 外部連結
- Paleomap project （页面存档备份，存于）